# 田村町東山
田村町東山（たむらまち ひがしやま）は、福島県郡山市の町丁である。郵便番号は963-1156。

## 地理
郡山市南東部の田村地区に属する。西で田村町山中、北で田村町小川、東で田村町金沢とそれぞれ隣接する。田村町山中字東山田の高台を中心に造成され、1997年より分譲された東山ヒルズを範囲とする。中央を南北に貫く市道東山一丁目1号線を境に西側が一丁目、東側が二丁目となっている。造成に伴い東山田遺跡の発掘調査が行われた。田村町大善寺に所在する郡山警察署田村駐在所及び田村町岩作に所在する郡山消防署田村分署がそれぞれ管轄にあたる。

## 世帯数と人口
2024年1月1日現在の世帯数と人口は以下の通りである。
| 大字       | 世帯数  | 人口   |
| ---------- | ------- | ------ |
| 田村町東山 | 476世帯 | 1506人 |

## 小・中学校の学区
市立小・中学校に通う場合、学区は以下の通りとなる。
| 番地 | 小学校             | 中学校             |
| ---- | ------------------ | ------------------ |
| 全域 | 郡山市立守山小学校 | 郡山市立守山中学校 |

## 交通

### 道路
- 郡山市道1-63号守山金沢線

## 施設
- 東山田公園
- ふれあい公園
- 木と遊ぶ公園
- 花と緑の公園